# Rezerwat przyrody Łabunie
Łabunie – stepowy rezerwat przyrody znajdujący się na terenie gminy Łabunie, w powiecie zamojskim, w województwie lubelskim.
- powierzchnia: 108,54 ha[2]
- rok utworzenia: 1959
- dokument powołujący: Zarządzenie Ministra Leśnictwa i Przemysłu Drzewnego z 5 listopada 1959 roku w sprawie uznania za rezerwat przyrody (MP nr 97, poz. 526).
- przedmiot ochrony (według aktu powołującego): zachowanie stanowiska bardzo rzadkich roślin stepowych

Teren rezerwatu porasta las grądowy ze sztucznie wprowadzoną sosną z domieszką grabu, dębu i lipy drobnolistnej. Pomiędzy zbiorowiskami leśnymi, na względnie płaskim terenie występują murawy kserotermiczne. Do występujących tu roślin należą m.in. miłek wiosenny, oman wąskolistny, len złocisty, ciemiężyca czarna, a także storczyk kukawka, obuwik pospolity,
pierwiosnek lekarski, zawilec wielkokwiatowy.